# Masters de Canadá 2000
El Masters de Canadá 2000 (también conocido como 2000 du Maurier Open por razones de patrocinio) fue un torneo de tenis jugado sobre pista dura. Fue la edición número 111 de este torneo. El torneo masculino formó parte de los ATP World Tour Masters 1000 en la ATP. La versión masculina se celebró entre el 31 de julio y el 6 de agosto de 2000.

## Campeones

### Individuales masculinos
Marat Safin vence a  Harel Levy, 6–2, 6–3.

### Dobles masculinos
Sébastien Lareau /  Daniel Nestor vencen a  Joshua Eagle /  Andrew Florent, 6–3, 7–6(3).

### Individuales femeninos
Martina Hingis vence a  Serena Williams, 0–6, 6–3, 3–0 retired.

### Dobles femeninos
Martina Hingis /  Nathalie Tauziat vencen a  Julie Halard-Decugis /  Ai Sugiyama, 6–3, 3–6, 6–4.
| Predecesor: Canadá 1999 | Masters de Canadá 2000 | Sucesor: Canadá 2001 |